# تي جون وارد
تي جون وارد (بالإنجليزية: T. John Ward)‏ هو قاضي ومحامي أمريكي، ولد في 1943 في بونهام في الولايات المتحدة.